# لوبوس يوربان
لوبوس يوربان (بالتشيكية: Luboš Urban)‏ (و. 1957  م) هو لاعب كرة قدم، ومدرب كرة قدم، من التشيك، ولد في يهلافا، يلعب كلاعب وسط.